# Josie Records
Josie Records est un label discographique indépendant américain, anciennement basé à New York, dans l'État de New York, actif entre 1954 et 1971. Il était une filiale de Jubilee.

## Histoire
Josie Records est fondé en 1954 à New York, dans l'État de New York, par Jerry Blaine. Le label produit des disques de rhythm and blues et de groupes vocaux de doo-wop. Le plus gros succès du label est le disque d'or Last Kiss de J. Frank Wilson and the Cavaliers (en), qui atteint la 2e position dans le Billboard Hot 100 en 1964. À la fin des années 1960, The Meters, un groupe de musiciens de la Nouvelle-Orléans, publie une série de succès instrumentaux RnB, dont Cissy Strut, qui atteint la 4e place du classement RnB et le numéro 23 pop.
Le label est actif jusqu'en 1970. Jubilee et Josie, en difficulté financière, sont vendus à Viewlex Corp., propriétaire de Buddah Records, et Blaine quitte l'entreprise. Le catalogue est finalement repris par Roulette Records. Le label est déclaré en faillite en 1971.

## Artistes
Les principaux artistes du label sont Art Blakey, The Cadillacs, The Clovers, The Cookies, Bobby Freeman, The Meters, The Ray-O-Vacs, Memphis Slim et Sonny Terry